# 箕借り婆
箕借り婆（みかりばば）は、関東地方に伝わる一つ目の老婆の妖怪。

## 概要

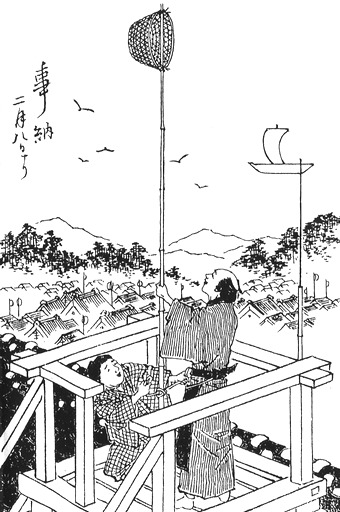
鮮斎永濯画『温古年中行事』。2月8日に目籠を付けた竿を立てる様子が描かれている。

神奈川県横浜市、川崎市、千葉県、東京都などで、旧暦の12月8日または2月8日に人家を訪れ、箕や人間の目を借りて行ってしまうという。一つ目小僧と共に家を訪れるともいう。
箕借り婆を避けるには、家の門口に籠やざるを出したり、目籠を竿の先に付けて家の棟に立てておくと良いとされる。これは、一つ目の箕借り婆が目（編目）の沢山ある物を苦手とするためと言われている。
横浜市港北区鳥山町裏ノ谷戸では、欲張りな箕借り婆が土に落ちた米粒までをも拾いにやって来て、口に咥えた火で火事を起こすという。これを避けるため、12月1日に庭に落ちこぼれた米でツヂョー団子という団子を作り、もう拾う米はないと言う意味で戸口に刺しておく風習がある。
旧暦の12月8日や2月8日は民俗行事の事八日にあたり、かつては物忌みとして仕事をせず、家に籠もっている地方が多かった。千葉県南部では、旧暦11月26日から約10日間を「ミカワリ」または「ミカリ」という物忌みの期間として、夜の外出や山に入ることを忌み、家の中での大きな音、点灯、結髪、入浴などを避けて静かに過ごす。関東ではないが兵庫県の西宮神社や徳島県木頭村（現・那賀町）でも、祭りの前の物忌みをミカリと呼ぶ。このように祭事のための家籠もりや物忌みが、化け物が現れるから家に籠もると解釈されるようになり、その化け物が箕借り婆や一つ目小僧と解釈されたと考えられている。また「ミカリ」は、祭事にあたって通常とは異なる状態をもって物忌みに服すことを意味する「身変わり」が由来ともいわれる。